# Ефект амнезії Гелл-Манна

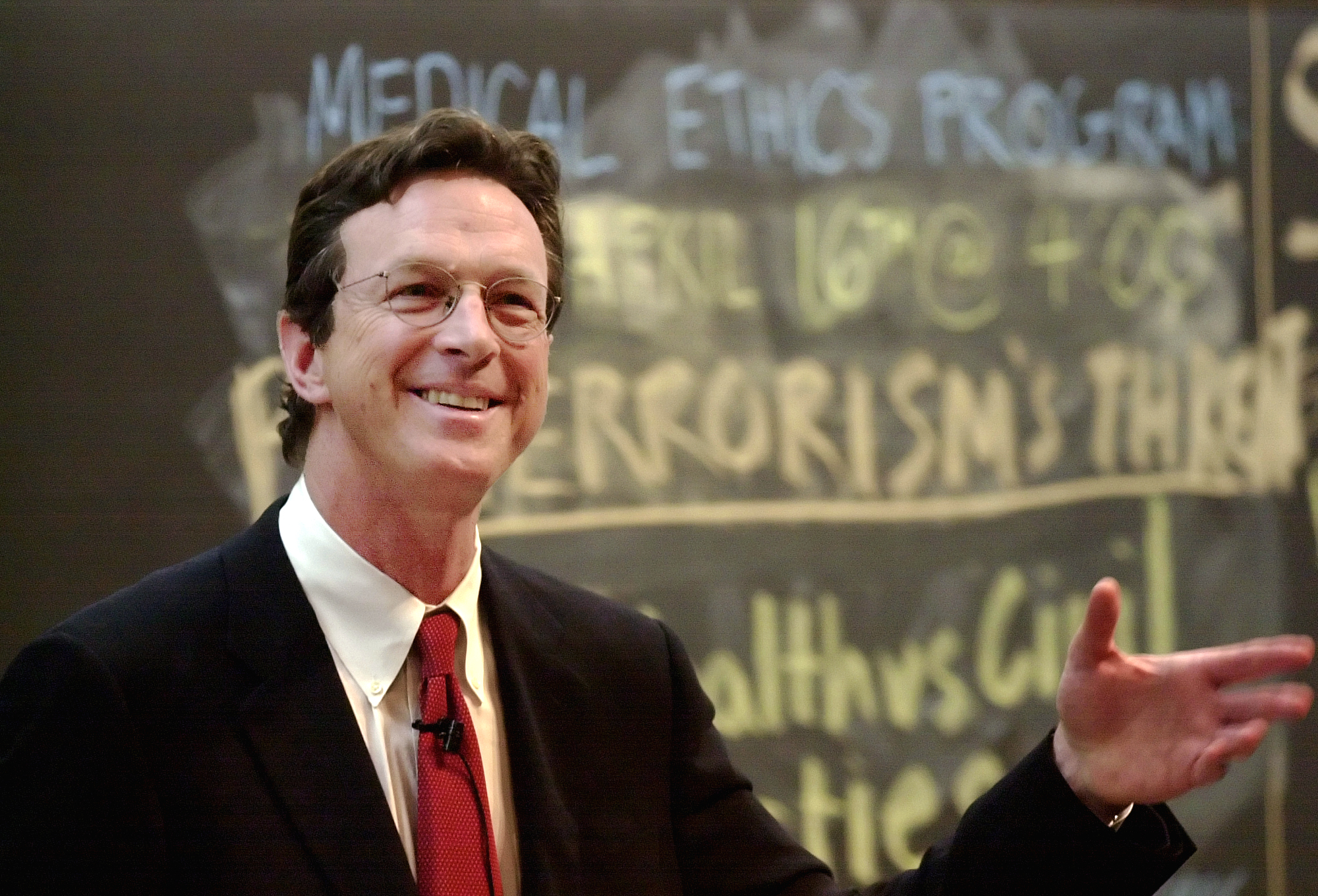
Майкл Крайтон, автор цього терміну

Ефект амнезії Гелл-Манна — це когнітивне упередження, яке описує схильність людей критично оцінювати повідомлення ЗМІ у сфері, в якій вони обізнані, проте продовжувати довіряти повідомленням в інших сферах, незважаючи на те, що визнають подібні потенційні неточності.
Концепцію запропонував романіст Майкл Крайтон у своїй промові 2002 року, назвавши її на честь Маррі Гелл-Манна(фізик, лауреат Нобелівської премії), з яким він раніше обговорював цей феномен.

## Джерела

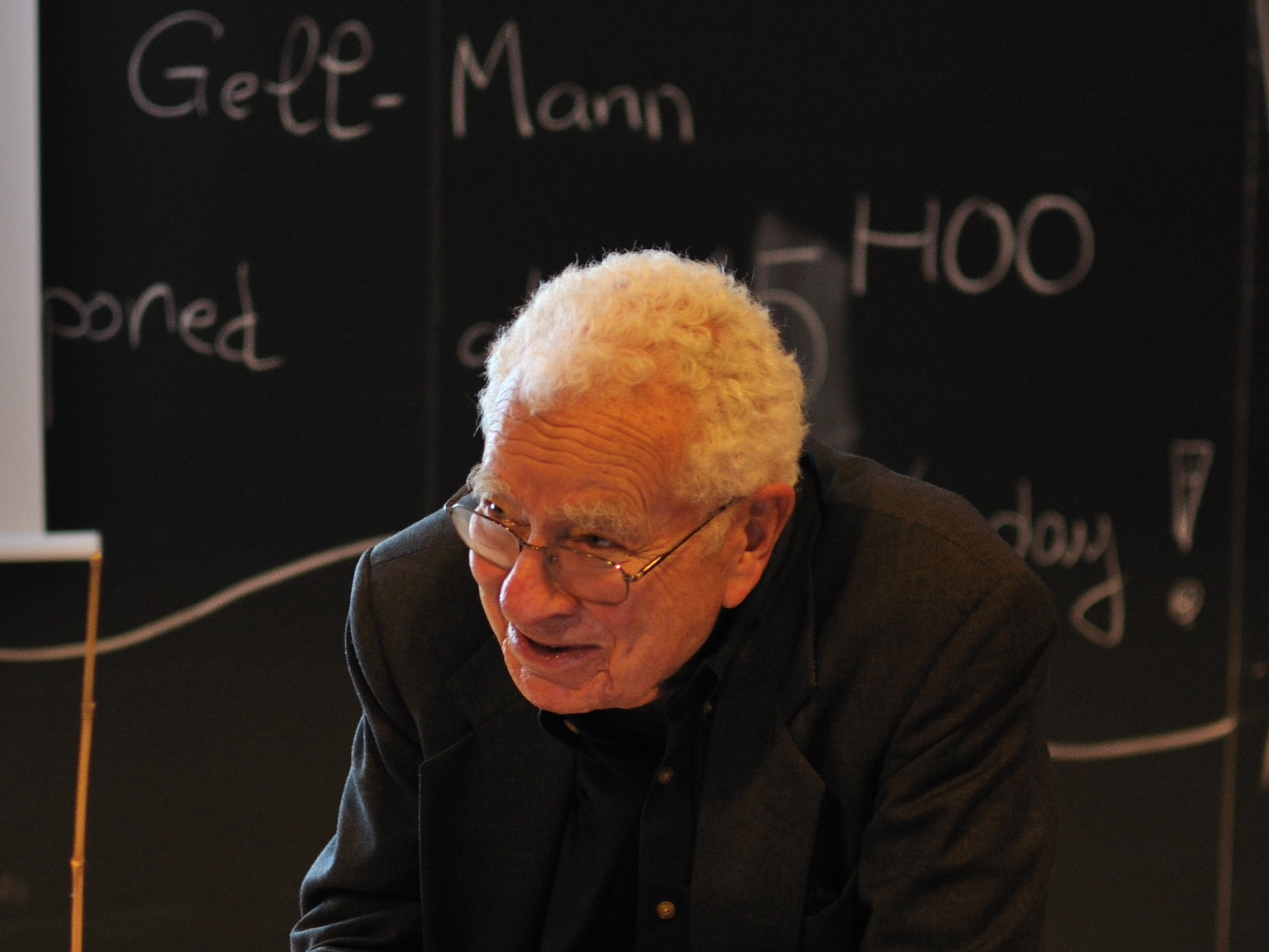
Фізик Мюррей Гелл-Манн, на честь якого був названий ефект

## Психологічні механізми
Ефект пов’язують з декількома когнітивними упередженнями:
- Упередженість підтвердження
- Вибіркова увага
- Компартменталізація знань
- Довіра до інституційних джерел ЗМІ

## Важливість
Ефект амнезії Гелл-Манна передбачає критичний підхід до споживання медіа, спонукаючи читачів зберігати незмінно холодну і скептичну перспективу щодо всієї поширеної ЗМІ інформації.
Хоча в психологічній літературі він офіційно не визнається як клінічно визначений ефект, ця концепція набула популярності в дискусіях про критичне мислення та медіаграмотність.      Він є розмовним описом спостережуваної когнітивної моделі, а не суворо визначеним науковим феноменом.